# Emile Hautekeet
Emile Célestin Jules Hautekeet (Elsene, 12 november 1876 - onbekend) was een Belgische atleet, die gespecialiseerd was in het hordelopen en het verspringen. Hij werd op twee nummers in totaal zevenmaal Belgisch kampioen.

## Biografie
Hautekeet werd in 1898 zesde op het Belgische kampioenschap veldlopen en veroverde samen met zijn clubgenoten van Racing Club Brussel de interclubtitel. Hij werd dat jaar de eerste Belgische kampioen in het verspringen. Het jaar nadien verlengde hij deze titel. In 1903 veroverde hij naast een derde titel in het verspringen, ook een eerste Belgische titel op de 110 m horden. Hij evenaarde daarbij met een tijd van 17,2 s het Belgische record van Etienne De Ré. Het jaar nadien verlengde hij deze titel met een Belgisch record van 16,6 s.
Ook in 1907 en 1908 werd Hautekeet Belgisch kampioen op de 110 m horden. Dit leverde hem een selectie op voor de Olympische Spelen in Londen. Hij kwam niet aan de start.
Hautekeet was aangesloten bij Racing Club Brussel en Athletic and Running Club Brussel.

## Belgische kampioenschappen
| Onderdeel    | Jaar                   |
| ------------ | ---------------------- |
| 110 m horden | 1903, 1904, 1907, 1908 |
| verspringen  | 1898, 1899, 1903       |

## Persoonlijk record
| Onderdeel    | Prestatie      | Datum       | Plaats  |
| ------------ | -------------- | ----------- | ------- |
| 110 m horden | 16,6 s (ex NR) | 3 juli 1904 | Brussel |

## Palmares

### 110 m horden
- 1901:  BK AC
- 1902:  BK AC
- 1903:  BK AC - 17,2 s (NR)
- 1904:  BK AC - 16,6 s (NR)
- 1905:  BK AC
- 1906:  BK AC
- 1907:  BK AC - 17,2 s
- 1908:  BK AC - 17,8 s
- 1908: DNS OS in Londen

### verspringen
- 1898:  BK AC - 6,04 m
- 1899:  BK AC - 5,82 m
- 1903:  BK AC - 5,79 m
- 1904:  BK AC - 5,55 m

### hoogspringen
- 1903:  BK AC - 1,45 m

### veldlopen
- 1898: 6e BK AC